# Steve Herelius
Steve Herelius (ur. 15 lipca 1976 w Paryżu), francuski bokser zawodowy, były tymczasowy mistrz świata federacji WBA w wadze junior ciężkiej.

## Kariera profesjonalna
Na zawodowym ringu zadebiutował 10 maja 2002 roku wygrywając na punkty z Kenem Sharpe. 20 grudnia 2003 w swojej trzeciej walce zdobył mistrzostwo Francji w wadze ciężkiej pokonując Antoine Palatisa. 29 kwietnia 2004 w pierwszej obronie pokonał Thierry'ego Guezouli przez TKO w trzeciej rundzie. Sześć miesięcy później doszło do rewanżu w którym ponownie lepszym był Herelius wygrywając przez techniczny nokaut w czwartej rundzie. 8 czerwca 2007 roku w swoim piętnastym pojedynku przegrał przed czasem z Albertem Sosnowskim – była to pierwsza porażka na ringu zawodowym.
27 czerwca 2009 zdobył tymczasowe mistrzostwo świata federacji WBA pokonując Firata Arslana. Swój pas stracił już w pierwszej obronie, gdy został znokautowany w siódmej rundzie przez Yoana Pablo Hernandeza.